# St. Maternus (Lubomierz)

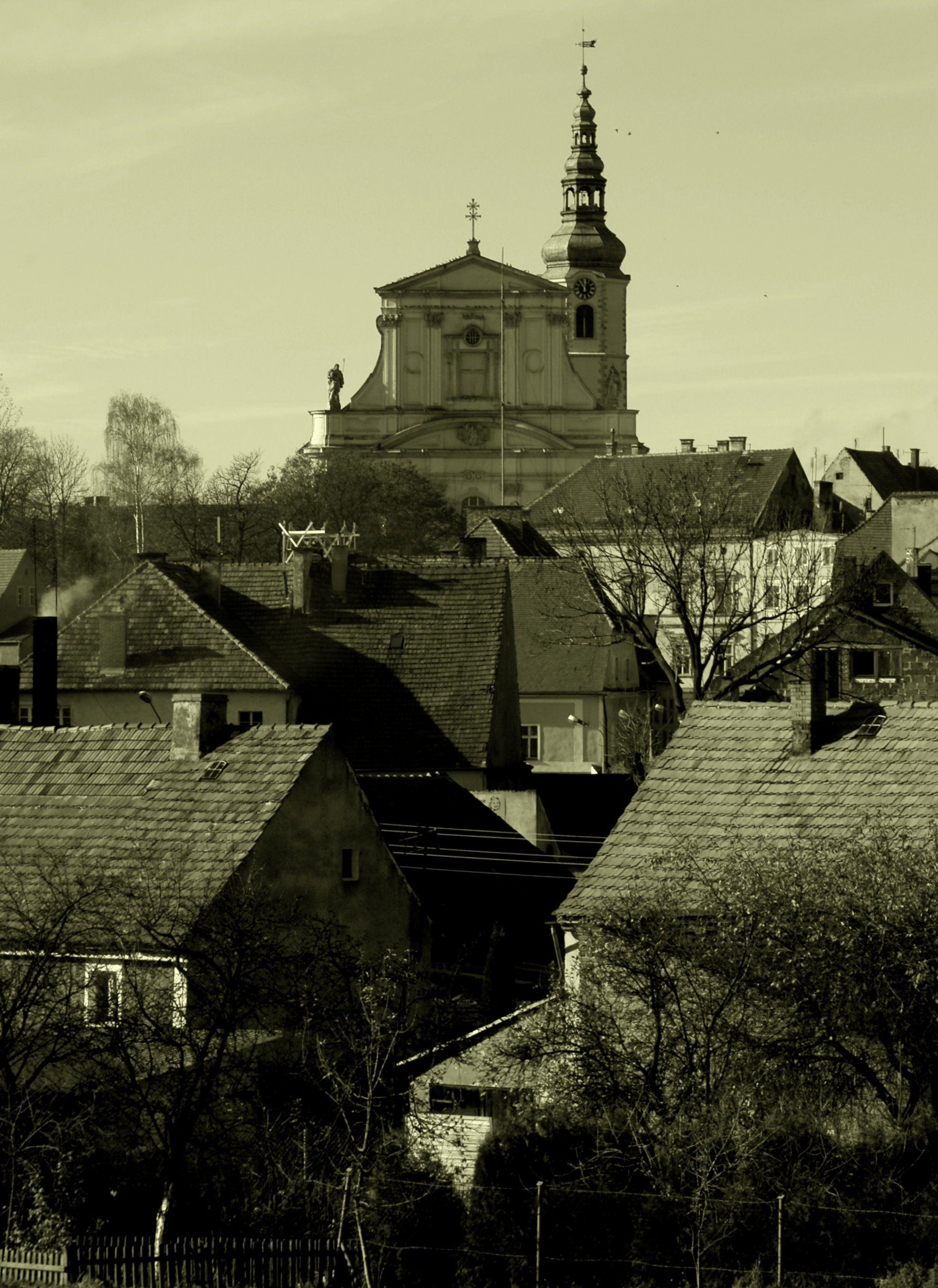
Stadt und ehem. Klosterkirche

Die ehemalige Klosterkirche, die Pfarrkirche St. Maternus (polnisch Kościół Wniebowzięcia NMP i św. Maternusa) ist das bedeutendste Bauwerk der Landstadt Lubomierz (Liebenthal) in der Woiwodschaft Niederschlesien in Polen.

## Lage
Der Kirchenbau ist gewestet und südlich des langgezogenen Marktplatzes gelegen. Südwestlich schließen sich die ehemaligen Klostergebäude an.

## Geschichte
Die Geschichte der Stadt Liebenthal ist eng mit dem Kloster verbunden. Die Witwe Jutta von Liebenthal gründete hier im Jahre 1287 ein Benediktinerinnenkloster, worauf die Ansiedlung zur Stadt ausgebaut wurde, jedoch vom Kloster abhängig blieb. Die Klosterkirche geht auf einen gotischen Steinbau des 15. Jahrhunderts zurück, der 1688 abgebrannt war. In ihren heutigen Formen wurde sie 1727–30 vom Liegnitzer Baumeister Johann Jakob Scheerhofer errichtet und gilt als eines der wichtigsten Barockbauwerke Schlesiens.
Im Zuge der Säkularisation wurde das Benediktinerinnenkloster 1810 aufgelöst, blieb aber als Zentralkloster der geschlossenen schlesischen Frauenklöster bestehen und wurde ab 1845 von Ursulinen geführt.

## Architektur und Ausstattung

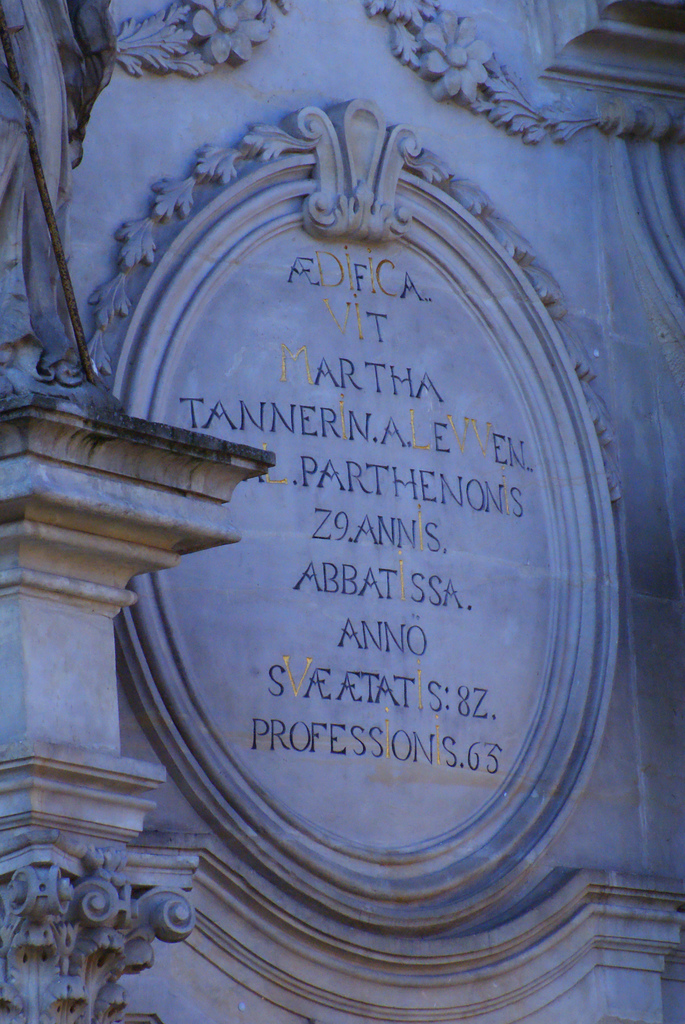
Inschrift über dem Portal

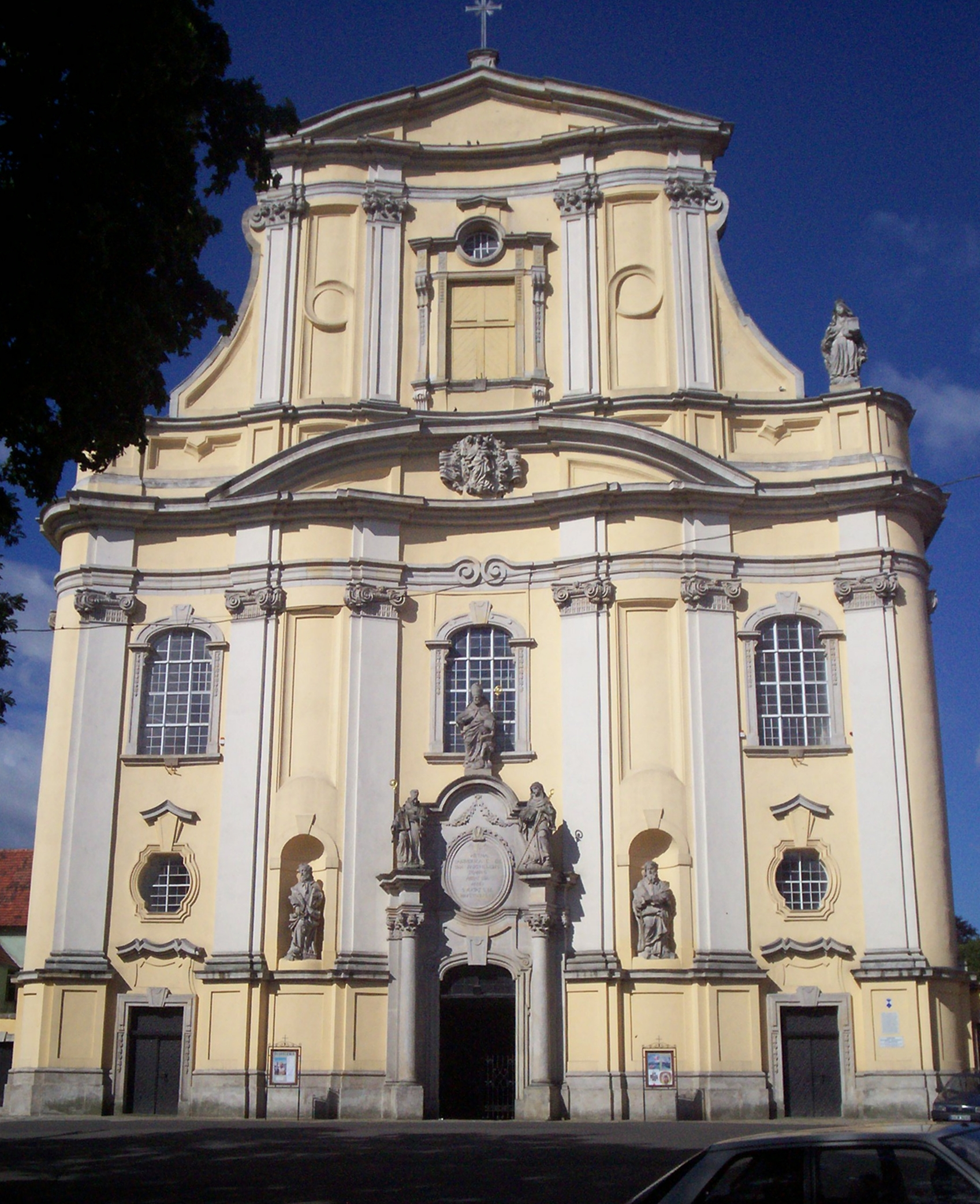
Hauptfassade

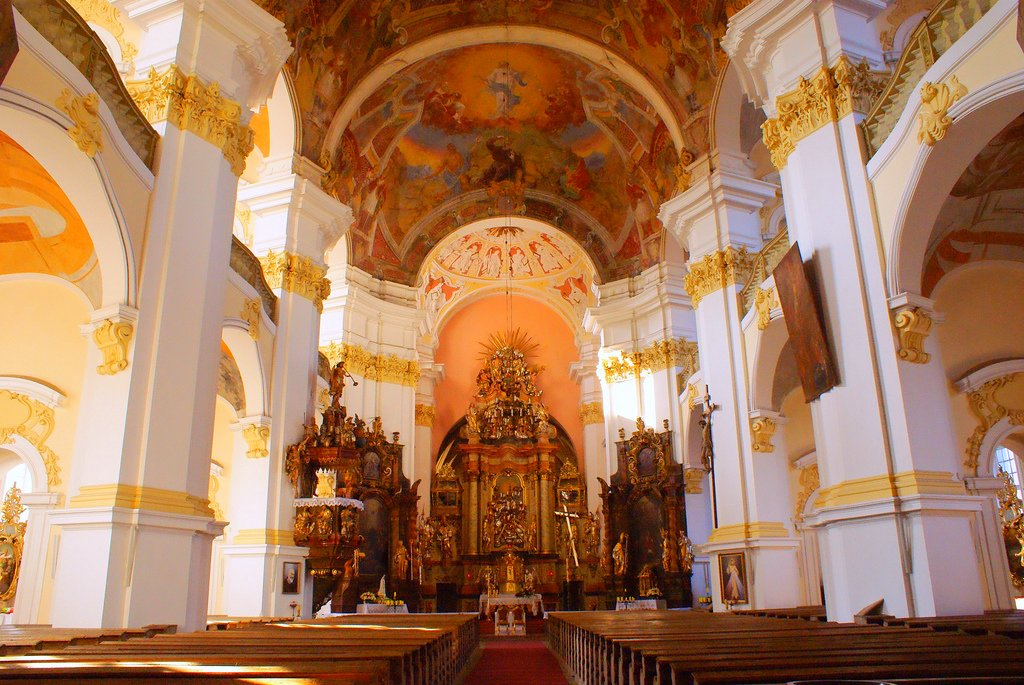
Inneres

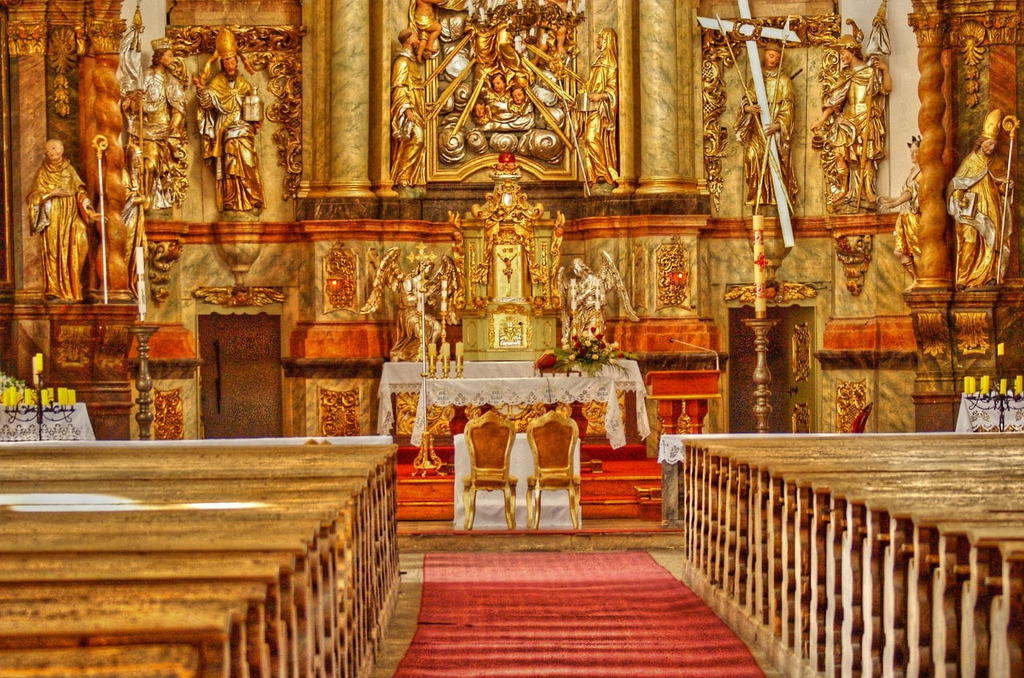
Altardetail

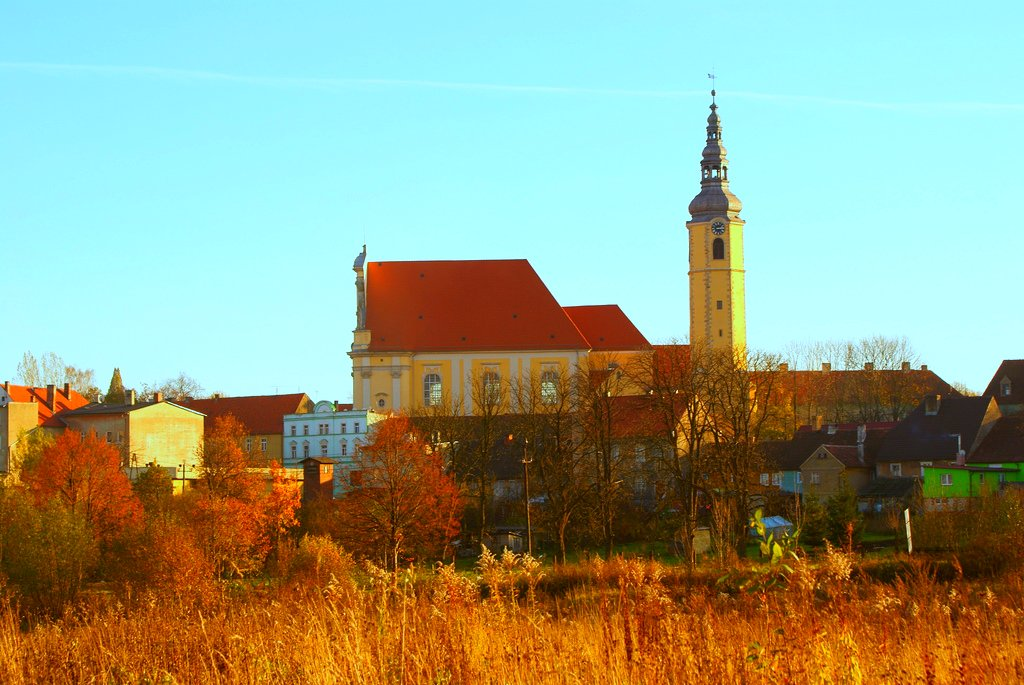
Ansicht von Norden

Da das Gotteshaus gewestet ist, konnte die der Stadt zugewandte Ostfassade repräsentativ gestaltet werden. Die geschwungene Fassade mit Volutengiebel ist dreigeschossig und verfügt über drei Portale. Das Hauptportal zeigt im Giebelfeld, das von Statuen der Ordensheiligen Benedikt und Scholastika flankiert und vom Titelheiligen bekrönt wird, eine ovale Tafel mit einer Inschrift, die über die Äbtissin Martha Tanne, in ihrem 82. Lebens- und 65. Professjahr die Erbauerin der Kirche, berichtet.
Das geschwungene, vierjochige Innere wird von eingezogenen Wandpfeilern getragen, in deren Zwischenräumen Kapellen und Emporen eingelassen sind. Der schlesische Maler Georg Wilhelm Neunhertz schuf von 1728 bis 1730 die Fresken des böhmischen Kappengewölbes des Hauptschiffs mit der Verklärung und der Himmelfahrt Christi. Die Darstellungen aus dem Leben Jesu auf den Seitenschiffgewölben schuf neben Neunhertz der Maler Konrad Jäger. Über dem Chor ist das Gewölbe zu einer Kuppel überhöht und mit Stuckierungen der vier Kirchenväter und der zwölf Apostel versehen. Die kahle Chorwand wird vom Hauptaltar abgeschlossen. Der massige Altar zeigt im Hauptfeld ein Hochrelief der Himmelfahrt Mariens, flankiert von Statuen der Ordensheiligen Benedikt und Scholastika, über denen sich ein von korinthischen Säulen getragener Gesimsaufbau und schließlich im Aufsatz die Gloria der heiligen Dreifaltigkeit erhebt. In den schlichteren Seitenteilen des Altars – deren Bekrönung Vitrinenkästen mit Reliquien der Heiligen Benignus, bzw. Victorin sind, die früher Ziel von Wallfahrten waren – sind zwei Eingänge zur Sakristei eingelassen, über denen paarweise Statuen der Heiligen Wenzel und Maternus sowie Bernhard und Florian auf Konsolen angebracht sind. Dieser Altar von 1736 besteht somit zur Gänze aus Plastiken, die, wie der Großteil der Bildhauerarbeiten der Kirche und vor allem die Kanzel, vom örtlichen Bildhauer Johann Joseph Friedrich geschaffen wurde. Die reiche barocke Ausstattung wird schließlich von den Seitenaltären der Heiligen Benedikt und Karl Borromäus von 1736 vor dem Chor und weiteren Altären in den Kapellen abgerundet.
Der Hochaltar verdeckt einen älteren, niedrigeren Westteil der Kirche aus der Zeit um 1517. Dieser ist zweigeschossig: Im unteren Bereich liegt die Sakristei, im oberen Stockwerk befindet sich der Nonnenchor, dessen Sterngewölbe hinter dem Hochaltar noch zu erkennen ist. Diese gotische Chorverlängerung wird vom barocken Kirchenraum nur durch den Hauptaltar getrennt, dessen Rückseite mit Gemälden der Ausgießung des Heiligen Geistes und der Kreuzigung als Altar für den Nonnenchor gestaltet ist. Die Altarrückseite wurde wie das Gestühl und die Vertäfelung des Nonnenchors 1775 im Stil des Rokoko geschaffen.
Zu den ältesten Bauteilen der Kirche gehört neben dem Nonnenchor auch der sich westlich anschließende, schlanke Turm. Aufgrund der Staffelung des Kirchendachs vom hohen Langhaus zum niedrigeren Nonnenchor gewinnt der Turm eine solitäre Wirkung. Eine Steininschrift gibt das Jahr seiner Erbauung wieder: 1554. Der schlanke spätgotische Turm ist im Unterbau quadratisch und geht in eine achteckige Form über. Er wurde wie die Kirche selbst in den letzten Jahren aufwendig restauriert. Der zweifach durchbrochene, barocke Zwiebelturmhelm wurde erst 1804 aufgesetzt.

## Ehemalige Klostergebäude
Südwestlich der Kirche schließt sich das ehemalige Benediktinerinnenkloster an, das um den 1503 errichteten Kreuzgang angelegt ist. Die Klostergebäude wurden im 15. Jahrhundert steinern ausgeführt und vor allem nach den Bränden von 1688 und 1802 mehrfach umgebaut. Im Innern konnten sich noch einige Säle mit Kreuzrippengewölben, wie die Heiligkreuzkapelle aus dem 15. Jahrhundert, aber auch das Refektorium von 1676 erhalten. Vor der Kirche steht das barocke Pfarrhaus von 1689 mit einer barocken Mariensäule.